# Marc'Antonio Ziani
Pour les articles homonymes, voir Ziani.
Marc'Antonio Ziani (né vers 1653 à Venise et mort le 22 janvier 1715 à Vienne (Autriche)) est un organiste et un compositeur italien de la fin du XVIIe et du début du XVIIIe siècle.

## Biographie
Marc'Antonio Ziani est le neveu du compositeur et organiste Pietro Andrea Ziani, avec lequel il a probablement étudié la musique et l'opéra.
De 1686 à 1691, il est nommé maestro di cappella de Mantoue par le duc Ferdinando Carlo III Gonzaga, mais développe simultanément sa carrière de compositeur d'opéras à Venise.
En 1700, il est nommé vice Hofkapellmeister de Vienne par Léopold Ier du Saint-Empire. Le 1er janvier 1712, Charles VI du Saint-Empire le promeut Hofkapellmeister. Johann Joseph Fux lui succédera par la suite à ce poste.
Marc'Antonio Ziani meurt à Vienne le 22 janvier 1715.